# Constituição Havaiana de 1894

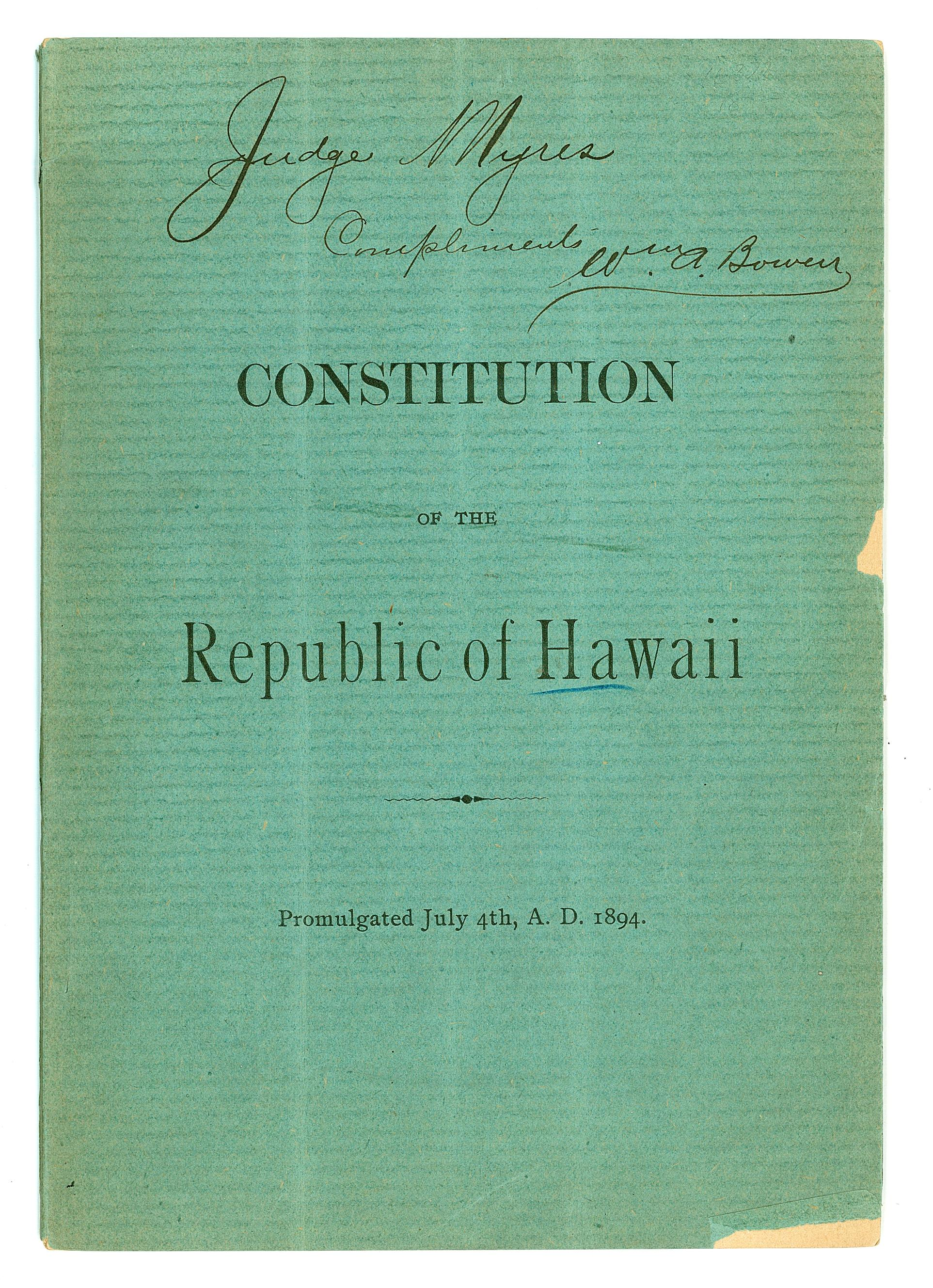
Original da Constituição Havaiana de 1894.

A Constituição Havaiana de 1894, oficialmente “Constituição da República do Havaí”, foi a lei fundamental da efêmera República do Havaí, antes de ser anexada pelos Estados Unidos, sendo a quinta e última constituição do Havaí independente, substituindo a Constituição Havaiana de 1887 e sendo substituída pela Constituição do Estado do Havaí (1959).

## Contexto

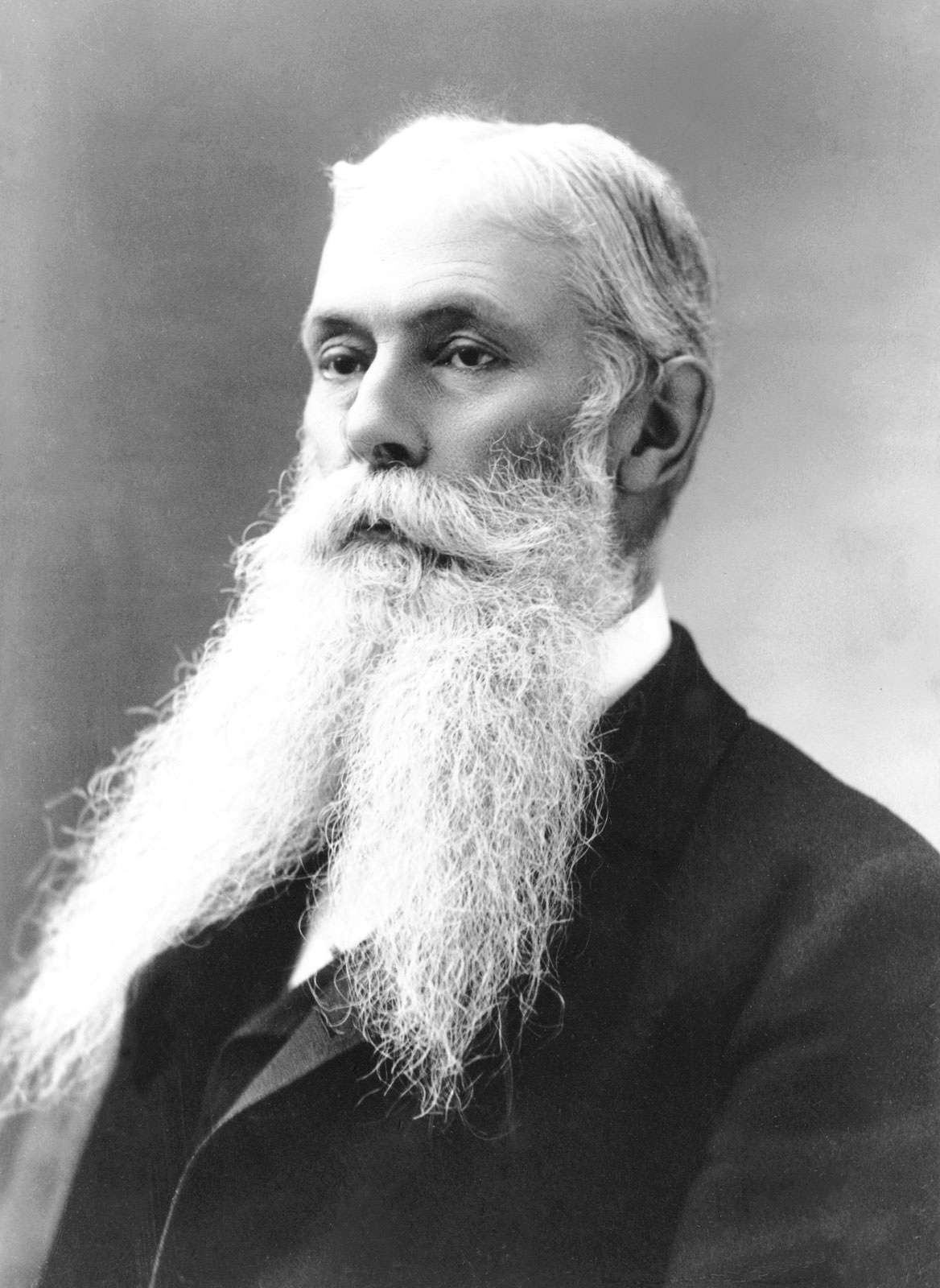
Sanford B. Dole, presidente do Havaí.

Após a derrubada do Reino do Havaí, e quando já era óbvio que a anexação aos Estados Unidos não seria imediata, o Governo Provisório do Havaí decidiu pôr fim à sua forma temporária de governo e estabelecer um sistema político mais permanente. A eleição de uma convenção constitucional para redigir uma constituição permanente foi aprovada pelo Governo Provisório em fevereiro de 1894.
Cada eleitor tinha tantos votos quantos os delegados que seu distrito escolhesse, em uma clara alusão ao sistema eleitoral dos Estados Unidos. Os eleitores deveriam ser do sexo masculino e ter pelo menos vinte anos de idade, ter vivido no Havaí por pelo menos um ano e ser eleitor registrado, jurar lealdade ao Governo Provisório, ser de nascimento ou descendência havaiana, americana ou europeia e ter pago seus impostos de 1893. Aqueles que não pagaram seus impostos ou residiram no Havaí pelo tempo exigido ainda poderiam votar, se pudessem provar que eram soldados, milicianos ou policiais.
Alguns apoiadores do Governo Provisório, para não mencionar os apoiadores do Reino do Havaí, opuseram-se à atribuição de delegados, uma vez que garantia que os membros do governo teriam sempre a maioria. Essa oposição, entretanto, não provocou quaisquer mudanças na distribuição dos delegados. Os clubes que apoiavam a anexação aos Estados Unidos combinaram-se para formar um “Partido da União Americana”. Os portugueses nas ilhas também foram seduzidos a votar pela promessa de que o juramento ao Governo Provisório não afetaria o seu estatuto de cidadãos portugueses. Houve alguma competição, mas nenhum partido de oposição organizado, nas eleições. Alguns grupos fizeram campanha para que a nova constituição fosse ratificada pelo voto popular e não apenas pela Convenção. No dia das eleições, votaram 2.904 pessoas, cerca de 2,9% de toda a população das ilhas. Embora tenham sido eleitas pessoas de muitos países com muitas opiniões políticas, nenhuma se opôs à anexação.

## Princípios

Bandeira da República do Havaí.

O então presidente do Governo Provisório, Sanford B. Dole, fez o discurso de abertura, no qual declarou que a monarquia havia chegado ao fim ao tentar privar o povo dos seus direitos. Ele também lembrou aos delegados que eles tinham um dever difícil e delicado de cumprir, já que o povo do Havaí vinha de vários países e não tinham uma origem, religião ou propósito comum. Dole afirmou, ainda, que votar era um dever, não um direito, que apenas pessoas inteligentes poderiam desempenhar bem, e recomendou que apenas pessoas que possuíssem uma certa quantidade de propriedade deveriam ter permissão para votar, pois na sua opinião isso refletiria inteligência, em uma clara defesa do sufrágio censitário.
A Convenção decidiu como deveria aprovar a constituição: haveria duas leituras, em cada uma das quais a constituição seria considerada artigo por artigo. Mais tarde, uma terceira leitura foi acrescentada apenas para fins de revisão. Os primeiros treze artigos, relativos aos direitos do povo, foram aprovados em sua maioria por consentimento unânime, mas uma cláusula que proíbe a defesa da restauração da monarquia, da derrubada violenta do governo ou da invasão do país foi derrubada e substituída por uma cláusula que proíbe "a publicação ou expressão pública de linguagem sediciosa ou indecente”. Uma seção que permite ao governo fazer leis para o "registro, supervisão, controle e identificação de todas as pessoas ou de qualquer classe ou nacionalidade de pessoas" foi colocada no primeiro artigo.
A questão de quem poderia votar e ser cidadão foi central durante toda a Convenção. O projeto permitia que pessoas que morassem no Havaí por um ano, falassem inglês, tivessem uma maneira de se sustentar e prestassem juramento de lealdade à República do Havaí fossem naturalizadas. A exigência de que a pessoa naturalizada venha de uma nação com relações de tratado com a República do Havaí levou a população chinesa das ilhas, cujo governo não tinha tratado com o Havaí, a peticionar duas vezes à Convenção solicitando direitos iguais, bem como o cônsul japonês no Havaí exigiu direitos iguais de sufrágio para seu povo, mas a Convenção não alterou esta cláusula.
Por fim, o novo regime foi estabelecido como uma república presidencialista unitária e unipartidária.